# Гладик, Радим
Ра́дим Гла́дик (чеш. Radim Hladík; 13 декабря 1946, Прага — 4 декабря 2016) — чешский рок-гитарист, автор песен, продюсер и педагог.

## Биография
В детстве он научился играть на фортепиано. В течение двух лет учился в Пражской консерватории, где изучал классическую гитару. В пятнадцать лет играл на гитаре в группе Komety («Кометы»). С 1964 года он выступал профессионально в клубе Olympic в группе Fontána, которая затем была переименована в The Matadors, считавшейся до своего распада в 1969 году одной из лучших и прогрессивных групп на чехословацкой сцене. Со второй половины 1960-х годов считается одним из лучших чешских гитаристов. Он был награждён как лучший рок-гитарист. Зрители поражались различным трюкам его игры на гитаре, а также использованию технических достижений (усилителей с обратной связью).

## Дискография
- 1968 — The Matadors (Supraphon, Artia)
- 1970 — Meditace (Supraphon, с группой Blue Effect)
- 1970 — Coniunctio (Supraphon, Artia, с группой Jazz Q)
- 1971 — Kingdom Of Life (Supraphon, английская версия альбома Meditace).
- 1971 — Nová syntéza (Panton, Artia, с группой Blue Effect)
- 1972 — Zelená pošta (Opus)
- 1974 — Konstelace Josefa Vobruby a Václav Týfa (Supraphon)
- 1974 — Nová syntéza 2 (Panton).
- 1974 — Stůj břízo zelená (Supraphon)
- 1974 — A Benefit Of Radim Hladík (Supraphon, Artia)
- 1975 — Modrý efekt a Radim Hladík (Supraphon).
- 1976 — Vandrovali hudci (Supraphon)
- 1977 — Na druhom programe sna (Opus)
- 1977 — Svitanie (Opus)
- 1979 — Svět hledačů (Panton)
- 1981 — 33 (Supraphon)
- 1991 — Pánbu na poli (Reflex Records)
- 1991 — Comeback aneb Legendy českého rocku se vracejí (Live)(Paseka, сборник)
- 1992 — Czech Masters Of Rock Guitars (сборник)
- 1993 — Labutie piesne (Monitor)
- 1997 — Voliéra (Indies Records; совместно с чеш. Dagmar Andrtová-Voňková)
- 2000 — Modrý efekt & Radim Hladík (Sony Music, Bonton, сборник)
- 2003 — Howgh (Popron Music)
- 2004 — Beatová síň slávy (Supraphon, сборник)
- 2004 — Lidové balady ze sbírky Františka Sušila
- 2007 — Déjá vu (live) (Indies)

## Сотрудничество
- Komety
- The Matadors
- The Blue Effect
- Dagmar Andrtová-Voňková